# Plopeni (Prahova megye)
Plopeni város Prahova megyében, Munténiában, Romániában.

## Fekvése
A város körül hatalmas kocsányos tölgyfa erdők vannak.

## Történelem
A település neve először Margineanca tanya volt, ezt követően kapta a Stejarul falu nevet és végül Plopeni városa lett.

## Lakossága
| Nemzetiségek | 2002 | 2002   |
| ------------ | ---- | ------ |
| Románok      | 9493 | 98,76% |
| Romák        | 112  | 1,16%  |
| Magyarok     | 5    | 0,05%  |
| Németek      | 2    | 0,02%  |
| Összesen     | 9612 | 100,0% |

## Külső hivatkozások
- A város térképe
- A város honlapja
- 2002-es népszámlálási adatok
- Adatok a településről
- Marele Dicționar Geografic al României